# Borniș, Neamț
Borniș este un sat în comuna Dragomirești din județul Neamț, Moldova, România.
În locul "Mâlești" s-a descoperit o așezare geto-dacică de sec III-II î. Hr. De asemenea fragmente de amfore rhodiene (ștampila Xenophaneus) și ceramică bastarnică.
 Acest articol despre o localitate din județul Neamț este deocamdată un ciot. Puteți ajuta Wikipedia prin completarea lui.

1. ↑  S. Toader (1984). Thraco-Dacca V. p. 126, fig.12.